# فرناندو دي روخاس
فرناندو دي روخاس (بالإسبانية: Fernando de Rojas)‏ كاتب مسرحي إسباني ولد في لا بويبلا دي مونتلبان، طليطلة، عام 1470، وهو مؤلف عمل لاثلستينا التي تعتبر واحدة من روائع تاريخ الأدب الإسباني والأهم في عملية الانتقال من العصور الوسطى إلى عصر النهضة. توفي في طلبيرة، طليطلة، عام 1541.

## السيرة الذاتية
ولد فرناندو دي روخاس في بويبلا دي لا مونتلبان (مقاطعة طليطلة)، عام1470، في صدر عائلة من اليهود المتحولين. و قد ظهر لاحقاً من خلال عمليات التحقيق إخفائهم هذه الهوية عن محاكم التفتيش. ساعد دي روخاس أفراد أسرته الذين يُطلق عليهم البوركس أو (أنوسيم (Anusim) في الأدب الرباني)و هم المتضررون من اضطهاد محاكم التفتيش. وقد اضُطهدت أسرته وتم اتهامه هو أيضاً من قبل هذه المحاكم كما ذُكر في وثائق أثبتت لنا بالمثل أنه كاتب عمل لاثلستينا.
درس دي روخاس القانون في جامعة سالامانكا  ، كما ذُكر في عمله رسالة المؤلف إلى صديق له والذي سبق نص العمل. ووُجد موثقاً إنه فيما بين عامي 1496 و1497 قد حصل على إجازة في الحقوق.

## أعماله
الآن ليس هناك شك إنه مؤلف عمل لاثلستينا ويحتمل إنه كتبها عن عمر لايتعدى عمر بطل العمل كاليستو بكثير، فعمر كاليستو كان ثلاث وعشرين بينما كان عمر فرناندو دي روخاس خمسة وعشرين. كشف المؤلف عن اسمه ومكان ولادته في متوجة مشهورة في بداية الطبعة الثانية عام 1500 لا يُعرف له أي أعمال آخرى ولم يتم ذكره من قبل أحد من معاصريه.

لوحة لا ثلستينا لبيكاسو

يعتقد بعض الكتاب أنه كان عمدة طلبيرة دى لارينا وإنه قد تزوج فيها وذلك لإقامته هناك. أثرت حالة تحوله الدينى في مواضيع أعماله، وذلك وفقا لما قاله معظم النقاد: إن عدم وجود الإيمان الراسخ قد يبرر التشاؤم في لاثلستينا وفقدان الأمل الواضح في بدايته الدرامية.
توفي في عام 1541 في طلبيرة دي لارينا، بين 3 و 8 أبريل. دفنت رفاته في دير والدة الرب في هذه المدينة وفي الثامنينات نقلت إلى كنيسة القديسة ماريا في طلبيرة. ساعد حفظ وصيته المفصلة بدقة والمؤرخة بيوم 3 النقاد على دراسة مكتبته الواسعة. ترك كتب الحقوق لابنه الذي كان محاميا أيضاً والكتب العلمانية لزوجته. وأثناء جرد مكتبته كان من الغريب إنها تحتوى على نسخة واحدة من لاثلستينا (عند وفاته كان طبعات العمل لا تقل عن 32) فلا يوجد أي نسخة من الجزء الثانى الكوميدي للاثلستينا ولا الجزءالثالث التراجيدى الكوميدى الذين تم نشرهم في حياة فرناندو دي روخاس.

## اقرأ أيضا
- عصر النهضة
- عصر ما قبل النهضة

## وصلات خارجية
- دراما لا ثلستينا في ويكي مصدر
- دراما لا ثلستينا في بوابة ثربانتس الافتراضية
- ببلوجيرافيا ثليستينة